# Petit-duc de Luçon
Otus megalotis
Espèce
Statut de conservation UICN

 LC  : Préoccupation mineure
Statut CITES
Le Petit-duc de Luçon (Otus megalotis) est une espèce d'oiseaux de la famille des Strigidae.

## Répartition
Cette espèce est endémique des Philippines.